# Taltibio

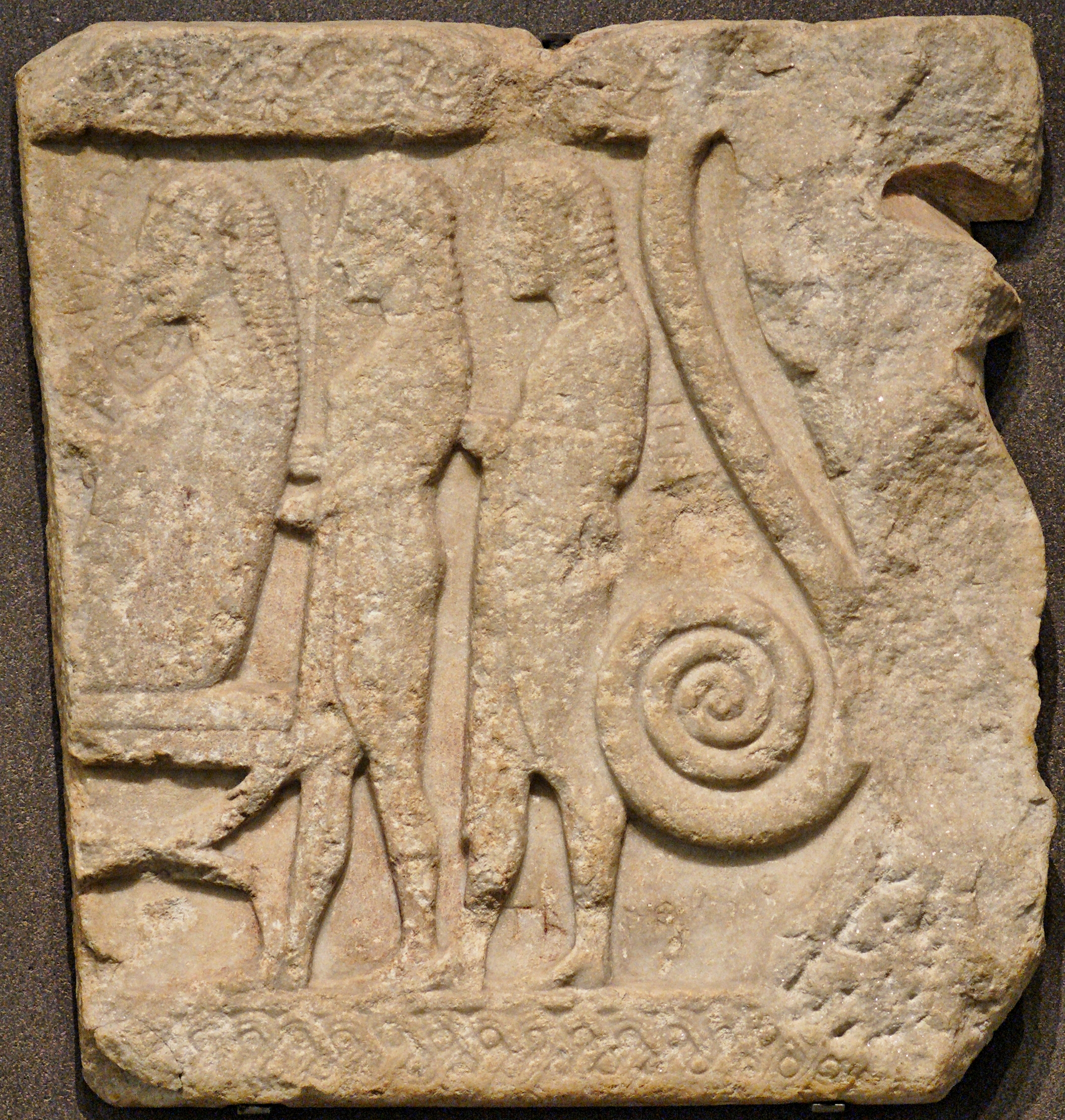
Agamenón, Taltibio y Epeo, hijo de Panopeo, representados en un relieve en mármol encontrado en Samotracia, ca. 560 a. C., Museo del Louvre, París.

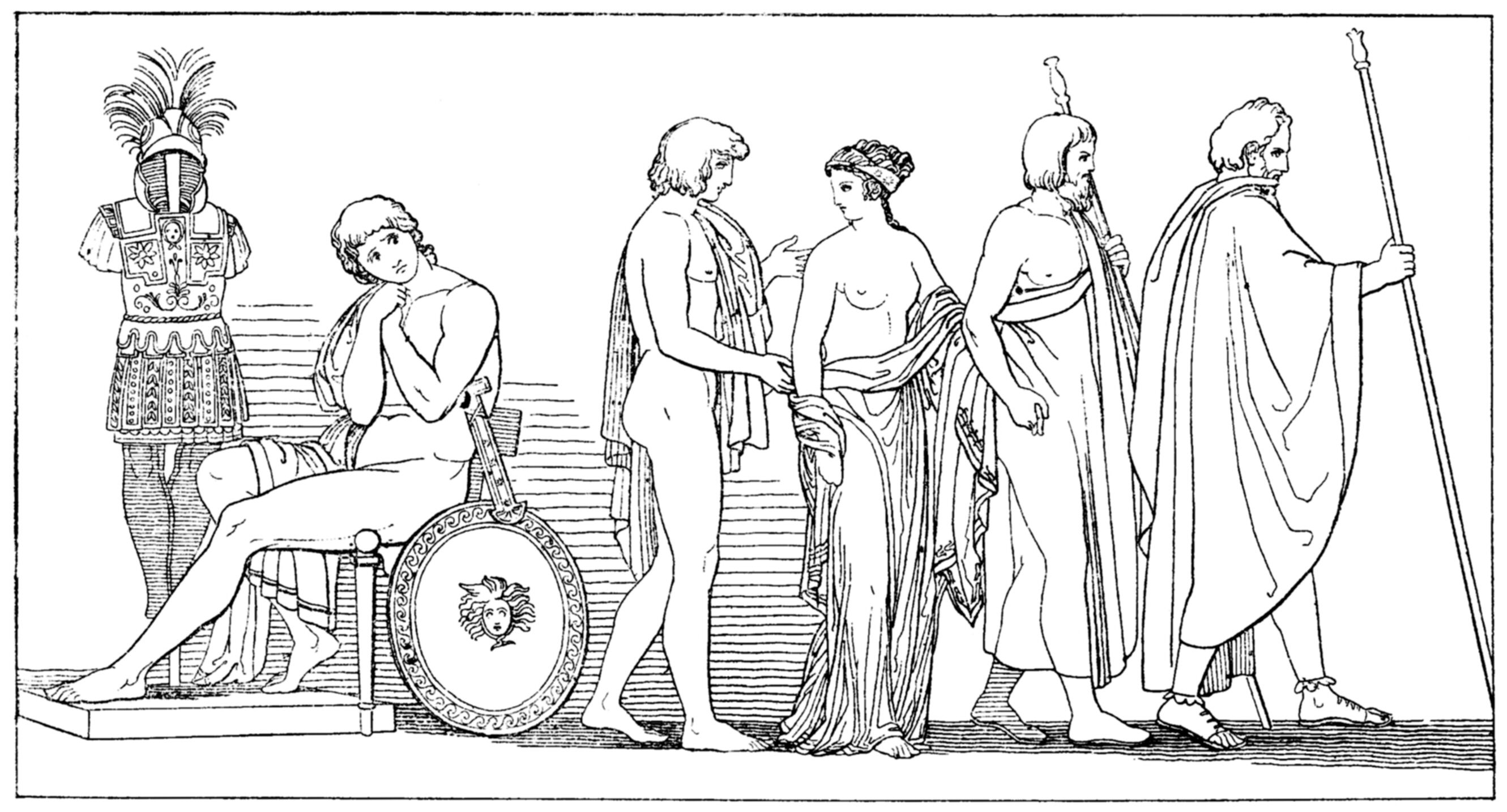
Patroclo, por orden de Aquiles, saca a Briseida y la entrega a Taltibio y Euríbates. Ilustración de John Flaxman para el canto I de la Ilíada.

Taltibio (en griego antiguo: Ταλθύβιος, Talthybios) es un personaje de la mitología griega.
Fue heraldo de Agamenón durante la Guerra de Troya, junto con Euríbates.
Taltibio fue venerado como héroe tanto en Esparta como en Egio, en la región de Acaya, lugares ambos donde se dice que se encuentra su tumba.